# Посљедње Христово искушење
Посљедње Христово искушење (енгл. The Last Temptation of Christ) је библијска драма Мартина Скорсезеа и снимљена 1988. настала према контроверзном роману Никоса Казанцакиса из 1951. У главним улогама су наступили Вилем Дафо као Исус Христос, Харви Кајтел као Јуда, Барбара Херши као Марија Магдалена, Дејвид Боуи као Понтије Пилат и Хари Дин Стантон као Свети Петар. Филм је у потпуности снимљен у Мароку.
Као и роман, филм описује Исусов живот, док је средишња теза да је Исус, иако ослобођен гријеха, ипак био подложан сваком облику искушења са којима се суочавају људи, укључујући страх, сумњу, депресију итд. У књизи и у филму то резултује са Христом којег Ђаво искушава сликом њега самог у сексуалним активностима, што је изазвало бијес у хришћанском свијету. Ипак, у филму стоји објашњење како се исти удаљава од прихваћеног библијског портрета Исусовог живота, те да није намјеравао приказати Христов живот онако како га описују Јеванђеља.

### Посљедња сцена
На самом крају филма, прије одјавне шпице, екран се забјељује и приказује Исуса како умире на крсту. Према ријечима редитеља Мартина Скорсезеа, ово није било направљено с намјером. Камера кориштена на снимању била је оштећена и пропуштала је свјетлост на филм. Бијели екран откривен је тек кад је филм био у обради. 

## Улоге
| Глумац           | Улога            |
| ---------------- | ---------------- |
| Вилем Дафо       | Исус             |
| Харви Кајтел     | Јуда             |
| Барбара Херши    | Марија Магдалена |
| Андре Грегори    | Јован Крститељ   |
| Хари Дин Стантон | Апостол Павле    |
| Питер Берлинг    | Просјак          |
| Дејвид Боуи      | Понтије Пилат    |
| Лео Маркс        | глас Ђавола      |